# Estelle Nze Minko
Estelle Nze Minko (n. 11 august 1991, în Saint-Sébastien-sur-Loire) este o handbalistă franceză care joacă pentru clubul maghiar Győri Audi ETO KC și echipa națională a Franței. Nze Minko evoluează pe postul de centru și a făcut parte din echipele Franței care au câștigat medalia de argint la Jocurile Olimpice din 2016, de la Rio de Janeiro, și medalia de aur la Campionatul Mondial din 2017, desfășurat în Germania.

## Palmares

### Club
- Cupa EHF:
  -  Câștigătoare: 2019

- Cupa Challenge:
  -  Câștigătoare: 2011
  - Sfert-finalistă: 2013

- Cupa Ligii Franței:
  -  Câștigătoare: 2016
  - Finalistă: 2013

### Echipa națională
Nze Minko a debutat la echipa națională a Franței pe 23 octombrie 2013, într-un meci împotriva Slovaciei.
- Jocurile Olimpice:
  -  Medalie de aur: 2020
  -  Medalie de argint: 2016

- Campionatul Mondial:
  -  Medalie de aur: 2017
  -  Medalie de argint: 2021

- Campionatul European:
  -  Medalie de aur: 2018
  -  Medalie de argint: 2020
  -  Medalie de bronz: 2016

## Distincții individuale
- Cavaler al Ordinului Național de Merit: 1 decembrie 2016;[6]
- Cea mai bună handbalistă a lunii în Liga Franceză de Handbal: martie 2013,[7] noiembrie 2014.[8]